# 祝女
祝女（日语：／ noro */?，琉球語：／ ）是古代琉球國（今沖繩縣及鹿兒島縣奄美群島）的琉球神道教女祭司。祝女獨攬其所在地域的祭祀活動，並管理該地域的御嶽。

## 概要
根據琉球神道的說法，大海的對岸有一個龍宮，天空中有一個天界（オボツカグラ），太陽神等大多數神都住在那裡。人死後，他的靈魂將渡至龍宮，成為其血親的守護神。這些神將在特定的時間重返人間，保佑人間有好的收成，並為人消災免禍。
據信在琉球，從事女巫或薩滿角色的女性古已有之，第二尚氏王朝尚真王時期則將其提升到國家層次，正式制定祝女為官方的神職，參與國家的各種儀式，負責祈求人間有好收成，為人去病消災，以及迎接祖先的靈魂。在祭祀中，祝女身著琉裝或和服，神憑藉祝女之身體而顯靈，因此祝女也被稱作「神人」。

## 歷史

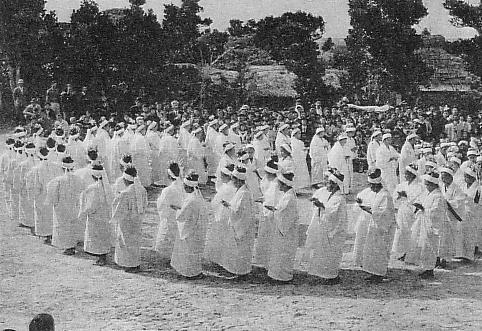
久高島已婚神女的就職儀式（被稱為「イザイホー」），攝於1954年

在琉球的歷史上，祝女多為世襲制，由某些特定家族的女性世襲出任，這樣的家族被稱作「祝女殿內」。
最初，祝女一職由各地方有力按司的血親（姐妹、妻等）出任（這可能是琉球神道信仰中「妹神」的由來）。第一尚氏王朝期間，中山首里地區的佐司笠／差笠和北山國頭地區的阿應理屋惠兩個祝女家族，因為推行「祭政一致」的政策而成為該地區的最高級祝女，祝女開始走向階層化。到第二尚氏王朝時期，尚真王之母世添大美御前加那志曾憑藉祝女的力量成功迫使尚宣威王禪位給尚真；尚真王在位期間，整理了全國的神女體制，將琉球神道直接置於國王的管轄之下。

## 琉球的神女體制
最高級祝女為聞得大君，由國王直接任命，掌管首里城內的10個御嶽和齋場御嶽；其次是阿應理屋惠、佐司笠、以及另一個叫「君」的祝女，三人掌管首里的三間切（三平等），被稱作「大阿母志良禮」；其下則是大阿母，總領各地方的祝女；再下則是負責各地方祭祀的低級祝女。
其中，高級祝女居住在首里城內，被總稱為「三十三君」。其「三十三」之義，是指實際人數還是虛數仍有爭議。

## 現今的祝女
今歸仁的阿應理屋惠祝女一職曾一度廢除，18世紀左右恢復，琉球滅亡後被再度廢除。伊平屋的大阿母祝女也於1931年被廢止。聞得大君一職於琉球處分後依然存在，直到1944年太平洋戰爭之後才被廢除。現在，三十三君之中，久米島的君南風祝女一職依然存在，為該島的最高級祝女。

## 相關電影
- 1987年，導演：姬田忠義
- 1988年，導演：姬田忠義

## 腳註
1. 沖縄言語研究センター. . ryukyu-lang.lib.u-ryukyu.ac.jp.   [2012-05-28]. （原始内容存档于2016-03-04）.

## 外部連結
- （日語）http://www.asahi-net.or.jp/~qk3m-knk/oki-zatu04.htm （页面存档备份，存于）
- （日語）